# Sibuyanella
Sibuyanella es un género de escarabajos de la familia Buprestidae.

## Especies
- Sibuyanella bakeri (Fisher, 1924)
- Sibuyanella boudanti Bellamy, 2005
- Sibuyanella mimica Bellamy, 2005